# 셔먼 알렉시

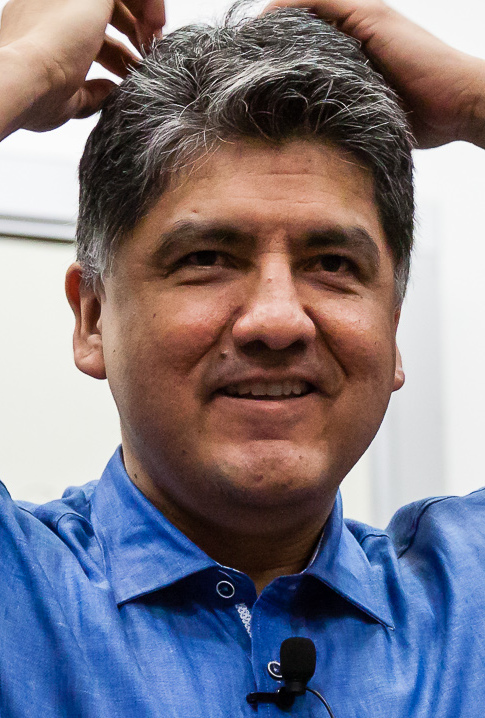
2016년 모습

셔먼 알렉시(Sherman Alexie, 본명: Sherman Joseph Alexie Jr., 1966년 10월 7일 ~ )는 미국 원주민 소설가, 단편 작가, 시인, 시나리오 작가 및 영화 제작자이다. 그의 글은 여러 부족의 조상을 지닌 아메리카 원주민으로서의 경험을 바탕으로 작성되었다. 그는 스포케인 인디언 보호구역에서 자랐으며 현재 워싱턴 주 시애틀에 살고 있다.
그의 가장 잘 알려진 책은 반자전적인 청소년 소설인 "The Absolutely True Diary of a Part-Time Indian"(2007)으로, 2007년 미국 국립 청소년 문학 부문 청소년 도서상과 2008년 청소년을 위한 최고의 오디오북으로 오디세이 상을 수상했다.
또한 단편 소설 모음집인 "The Lone Ranger"와 "Tonto Fistfight in Heaven"(1993)을 썼으며 영화 스모크 시그널스(1998)로 각색되었으며 각본도 썼다. 그의 첫 번째 소설인 "Reservation Blues"는 1996년 아메리칸 북 어워드를 수상했다. 2009년 단편 소설과 시집인 "War Dances"는 2010년 PEN/포크너 소설 부문 상(Faulkner Award for Fiction)을 수상했다.

## 같이 보기
- 루이스 어드리크